# 29127 Karnath
29127 Karnath este o planetă minoră (asteroid), cu un diametru de 10,576 km, din centura de asteroizi. A fost descoperită pe 24 martie 1985 la Stația Anderson Mesa de Brian A. Skiff⁠(d). 
Obiectul prezintă o orbită caracterizată de o semiaxă mare de 2,7495948 UAi, o excentricitate de 0,14, o înclinație de 6,73543 ° în raport cu ecliptica.